# Filmes de 1959 da Republic Pictures
Em 1959, a Republic Pictures lançou cinco produções.
Em 1959, a Republic estava morta como estúdio. Dos cinco lançamentos, dois eram versões simplificadas dos seriados Zorro Rides Again e Ghost of Zorro e dois eram filmes europeus, comprados para distribuição nos Estados Unidos. O quinto era o único produzido por ela, apropriadamente um faroeste, gênero que lhe deu sustentação pela maior parte de sua história. Assim, Plunderers of Painted Flats, estrelado por Corinne Calvet, detém a dúbia glória de ser a última produção de um estúdio que, por quase 25 anos, emocionou plateias do mundo todo.

## Prêmios Oscar
Trigésima segunda cerimônia, com os filmes exibidos em Los Angeles no ano de 1959.
| Nenhuma produção recebeu quaisquer indicações |
| --------------------------------------------- |

## Filmes do ano
| Título original             | Título PT/BR            | Título PT/PT | Astros                        | Diretor                      | Gênero     |
| --------------------------- | ----------------------- | ------------ | ----------------------------- | ---------------------------- | ---------- |
| Ghost of Zorro              |                         |              | Clayton Moore, Pamela Blake   | Fred C. Brannon              | Aventura   |
| Hidden Homicide             |                         |              | Griffith Jones, James Kenney  | Tony Young                   | Mistério   |
| O.S.S. 117 N'Est Pas Mort   |                         |              | Magali Noel, Ivan Desney      | Jean Sacha                   | Espionagem |
| Plunderers of Painted Flats | Sob o Domínio das Balas |              | Corinne Calvet, John Carroll  | Albert C. Gannaway           | Faroeste   |
| Zorro Rides Again           |                         |              | John Carroll, Helen Christian | William Witney, John English | Faroeste   |